# محمد سلیمان العمر
محمد سلیمان العمر (به عربی: محمد سليمان العمر) (زاده ۱۹۵۹) کارآفرین، بانکدار و مدیر ارشد اجرایی کویتی است، که در حال حاضر به‌عنوان مدیر عامل اجرایی مجلس بودجه کویت فعالیت می‌نماید. این بانک هم‌اکنون بزرگترین بانک و شرکت سرمایه‌گذاری در کشور کویت بشمار می‌آید.